# 凌惠扬
凌惠扬（1906年—1999年），男，广东宝安人，中国外科专家，曾任中国人民解放军第三军医大学教授、附属医院副院长，第六届全国政协委员。

## 家庭
父亲凌善永。